# 憲徳王
憲徳王（けんとくおう、生年不詳 - 826年）は、新羅の第41代の王（在位：809年 - 826年）であり、姓は金、諱は彦昇。父は第38代元聖王の元太子の金仁謙（昭聖王により恵忠大王と追封）、母は角干（1等官）の金神述の娘の淑貞夫人（昭聖王により聖穆太后と追封）。王妃は角干の金礼英（金仁謙の弟、神武王により恵康大王と追封）の娘の貴勝夫人。809年7月に甥の哀荘王を殺害して、自ら王位に就いた。

## 即位まで
元聖王6年（790年）に使者として唐にわたり、帰国後に大阿飡（5等官）となった。翌791年に元侍中の悌恭（ていきょう）の反乱に際しては鎮圧に功績があって迊飡（3等官）となり、794年には当時の侍中の崇斌（すうひん）が退官したために彦昇が侍中に抜擢された。795年には伊飡（2等官）、796年には兵部令（軍務管掌の長官）を経て、800年に哀荘王が即位するとその摂政となった。さらに801年には王の行幸を総括する御龍省の私臣（責任者）となり、次いで貴族代表の立場となる上大等となった。809年7月になると弟の悌邕（ていよう）とともに哀荘王を殺害し、自ら王位を継いだ。位人臣を極めていた彦昇が、摂政の地位に甘んじていられなくなってのことと見られている。

## 治世
即位するとただちに唐に使者を派遣して先代の哀荘王の死を伝え、唐の憲宗からは〈開府儀同三司・検校太尉・使持節・大都督鶏林州諸軍事・兼持節充寧海軍使・上柱国・新羅王〉に冊封された。このとき王妃に対する冊命では王妃は貞氏とされている。その後も唐に対しては810年10月に王子金憲章を送って金銀製の仏像などを献上したほか、定期的に朝貢を行なった。また、819年7月には唐の鄆州（山東省済寧市）で李師道が反乱を起こすと、兵馬を徴発する憲宗の詔勅に応えて将軍金雄元ら3万の兵を派遣し、唐を援けている。
812年9月には渤海へも使者を派遣して動向をうかがっていたが、宣王大仁秀が即位するに及んで緊張を増し、後に826年7月には漢山州（京畿道広州市）以北の州・郡から1万人を徴発して浿江（大同江）沿いに300里の長城を築き地名を命名して渤海の南下を食い止める備えとした。
一方、国内では度々災害が起こって民が餓える事態が発生しているが、租を免じたり穀倉を開いて施したりしているものの有効な手立てとはならず、盗賊が跋扈するに至り軍隊を派遣してこれを鎮圧するなど、安定した政治が行なわれているわけではなかった。816年には飢饉に見舞われて食を求めて唐の浙江省東部へ流入した民が170人にものぼった。また、この前後で日本に逃れたものも200人以上になったという。819年3月には各地の賊徒がいっせいに蜂起したが、諸州の都督や太守に命じて鎮圧することに成功している。しかしこうした地方勢力を王権のもとに確実に掌握できていたわけではなく、首都慶州中心主義的な政治に対して地方勢力は反感を持ちながらも、団結して対抗するための中心を求めていた。武珍州（全羅南道、光州広域市）・菁州（慶尚南道晋州市）・熊川州（忠清南道公州市）の都督職を歴任した金憲昌が822年3月に反乱を起こし、熊津（公州市）を都として長安国と号すると、その支配領域は武珍州・菁州・熊川州・完山州（全羅北道全州市）・沙伐州（慶尚北道尚州市）の五州及び国原（忠清北道忠州市）・西原（忠清北道清州市）・金官（慶尚南道金海市）の三小京に及んだように、旧百済の領域を中心として国土の大半が金憲昌を支持し、王権に対抗する姿勢を見せることとなった。金憲昌の反乱は1ヶ月ほどで鎮圧されたが、乱の鎮圧に活躍した討伐軍は貴族の私兵と花郎集団であり、律令体制の下での兵制は有名無実化していることが露見した。825年1月には金憲昌の子の金梵文が高達山（京畿道驪州郡）を根拠として反乱を起こしたが、これは北漢山州（京畿道広州市）の都督によって鎮圧された。
これらの反乱の平定の論考功賞においては、反乱をいち早く王都に知らせた者を重視する王都中心主義が強く見え、また反乱に加担しなかった地方には7年間の租税を免除するなどしており、地方行政を疎かにするだけではなく、王権の地方への関与を放棄して地方の自治を公認するかのような政策に堕したと見られている。
在位18年にして826年10月に死去し、憲徳王と諡された。泉林寺の北（『三国遺事』王暦では泉林村の北とする）に葬られたといい、その王陵は慶尚北道慶州市東川洞の史跡第29号が比定されている。死去年については、『旧唐書』新羅伝には大和5年（831年）に、『新唐書』新羅伝では長慶・宝暦年間（821年 - 827年）に死去したと伝えられているが、『三国史記』新羅本紀・憲徳王紀の末文の分注では『古記』に「在位18年の宝暦2年丙午4月に死去した」と伝えることを記し、『旧唐書』の伝を否定している。